# Small Island (Antarktika)
Small Island (von englisch small ‚klein, unbedeutend‘, in Argentinien gleichbedeutend Isla Pequeña) ist eine 1,5 km lange Insel im nordöstlichen Teil des Palmer-Archipels vor der Westküste der Antarktischen Halbinsel. In der Gruppe der Christiania-Inseln liegt sie 5 km südlich von Intercurrence Island.
Wahrscheinlich wurde die Insel durch James Hoseason benannt, Erster Maat der Sprightley unter Kapitän Edward Hughes, die im Auftrag der britischen Walfanggesellschaft Samuel Enderby & Sons zwischen 1824 und 1825 in diesen Gewässern operierte. Mit der Benennung spielte er möglicherweise auf die vergleichsweise geringe Größe der Insel an.